# Jüdischer Friedhof Ilvesheim

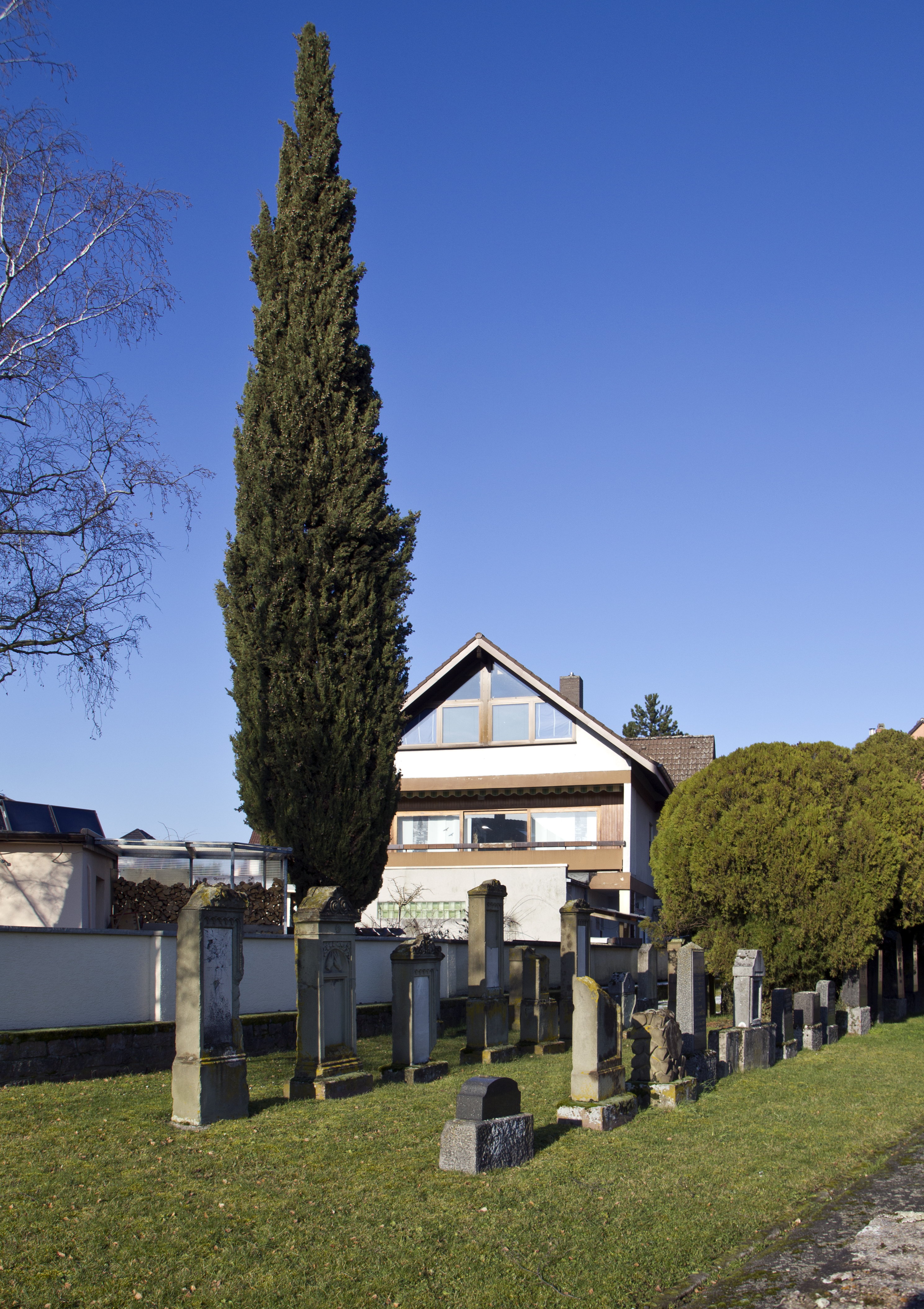
Jüdischer Friedhof in Ilvesheim

Der Jüdische Friedhof Ilvesheim ist ein jüdischer Friedhof in Ilvesheim, einer Gemeinde im Rhein-Neckar-Kreis im nordwestlichen Baden-Württemberg. Der Friedhof ist ein geschütztes Kulturdenkmal. 
Die Toten der jüdischen Gemeinde Ilvesheim wurden zunächst auf dem Verbandsfriedhof, dem jüdischen Friedhof Hemsbach beigesetzt. 1860 wurde ein eigener Friedhof an der Ecke Scheffelstraße/Hebelstraße errichtet. Der jüdische Friedhof hat eine Fläche von 7,27 Ar und heute sind noch 60 Grabsteine vorhanden. Der älteste Grabstein datiert von 1860, die letzte Bestattung fand 1935 statt.